# Warro National Park
Warro National Park är en park i Australien. Den ligger i delstaten Queensland, omkring 340 kilometer nordväst om delstatshuvudstaden Brisbane.
Trakten runt Warro National Park är nära nog obefolkad, med mindre än två invånare per kvadratkilometer.. Det finns inga samhällen i närheten.
I omgivningarna runt Warro National Park växer huvudsakligen savannskog. Genomsnittlig årsnederbörd är 1 163 millimeter. Den regnigaste månaden är januari, med i genomsnitt 249 mm nederbörd, och den torraste är september, med 28 mm nederbörd.